# Puma (przedsiębiorstwo)

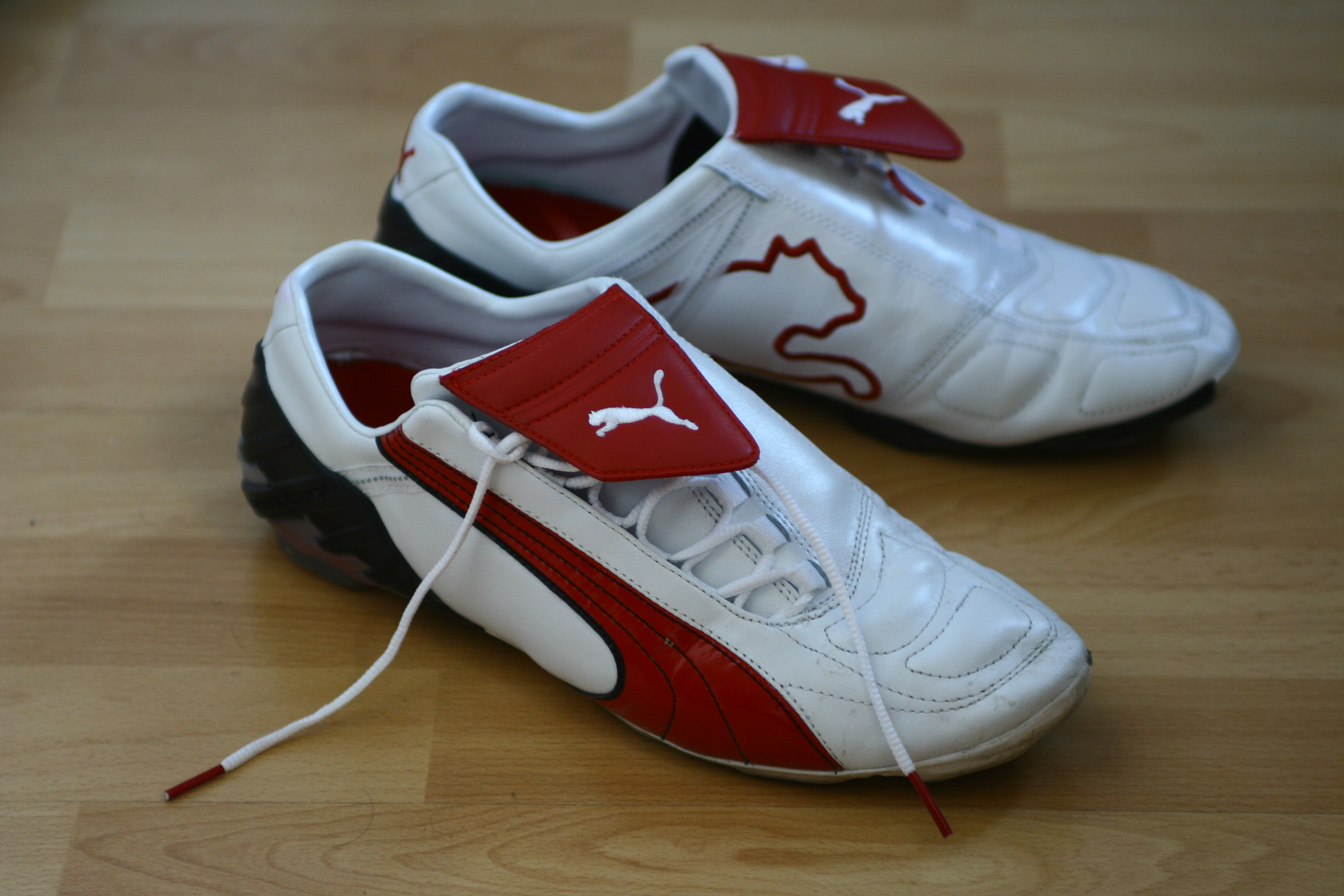
Buty Pumy

Puma SE – niemieckie przedsiębiorstwo produkujące obuwie i odzież sportową.
Początki przedsiębiorstwa sięgają roku 1924 kiedy to dwaj bracia Rudolf i Adolf „Adi” Dasslerowie założyli fabrykę butów Gebrüder Dassler Schuhfabrik (Fabryka Butów Braci Dassler). Bracia produkowali buty dla żołnierzy Wehrmachtu. W 1936 z ich fabryki pochodziło obuwie dla reprezentacji Niemiec i USA na igrzyska olimpijskie w Berlinie.
W 1948 bracia rozstali się i podzielili przedsiębiorstwo. Rudolf Dassler kontynuował działalność pod firmą najpierw Ruda, przemianowaną później na Puma Schuhfabrik Rudolf Dassler, a jego brat założył konkurencyjne przedsiębiorstwo Adidas.

## Historia
- 1920: Rudolf Dassler i jego brat Adolf zaczynają wytwarzać obuwie sportowe[2].
- 1924: Otwarcie Gebrüder Dassler Schuhfabrik (pol. Fabryka Butów Braci Dassler) w Herzogenaurach w Niemczech.
- 1948: Odmienne wizje przyszłości przedsiębiorstwa doprowadzają do rozdzielenia się braci. Każdy z nich rozpoczyna swój własny biznes. Adolf Dassler nazywa swoje przedsiębiorstwo Adidas od swojego pseudonimu (Adi) oraz trzech pierwszych liter nazwiska. Drugi brat, Rudolf, zakłada przedsiębiorstwo Ruda, które kilka miesięcy później zmienia nazwę na Puma Schuhfabrik Rudolf Dassler[3]. Do sprzedaży trafia pierwszy model korków Puma o nazwie ATOM.
- 1949: Rudolf Dassler wpada na pomysł stworzenia butów piłkarskich z wyjmowanymi korkami. Rozpoczyna prace badawcze i produkcję. Rok później niektórzy zawodnicy RFN używają tych butów w meczu reprezentacji[4].
- 1952: Rudolf Dassler opracowuje we współpracy z trenerem Seppem Herbergerem wkręty SUPER ATOM (buty piłkarskie z korkami wkręcanymi w podeszwę)[5].
- 1953: Rozwój następcy butów ATOM: BRASIL[6].
- 1959: Współwłaścicielami spółki Puma Sportschuhfabriken Rudolf Dassler KG zostają żona i dwójka synów Rudolfa Dasslera[3].
- 1960: Puma jest pierwszym producentem obuwia sportowego, który stosuje wulkanizację[5].
- 1970: Pelé, okrzyknięty graczem turnieju, zdobywa wraz z reprezentacją Brazylii tytuł mistrza świata na Mundialu 1970 w Meksyku. W czasie rozgrywek używa obuwia PUMA KING[5].
- 1972: Po raz kolejny Puma odnosi marketingowy sukces, dostarczając obuwie dla ugandyjskiego płotkarza Johna Akii-Bua, który zdobywa złoty medal w biegu na 400 metrów przez płotki na Igrzyskach w Monachium 1972[7].
- 1973: Puma rozpoczyna współpracę z zawodnikami NBA. Walt „Clyde” Frazier pomaga stworzyć Puma Clyde, pierwsze na świecie buty sygnowane nazwiskiem koszykarza[8].
- 1974: 27 października umiera Rudolf Dassler. Jego miejsce na czele przedsiębiorstwa zajmuje syn – Armin Dassler[3].
- 1976: Zaprezentowanie technologii S.P.A. – sportowych butów z podwyższonym obcasem, który miał zapobiegać nadwerężeniu ścięgna Achillesa[3].
- 1985: Współpraca z tenisistami. Boris Becker pomaga stworzyć buty, które zostały nazwane jego nazwiskiem. Martina Navrátilová podpisuje kontrakt na lata 1984–1987.
- 1986: Przekształcenie w spółkę akcyjną, która figurowała pod nazwą PUMA AG na giełdzie papierów wartościowych we Frankfurcie[9].
- 1989: Wprowadzenie technologii amortyzującej TRINOMIC do obuwia sportowego[10].
- 1989: Synowie Rudolfa Dasslera, Armin i Gerd Dassler sprzedają swoje 72-procentowe udziały szwajcarskiej Cosa Liebermann SA[11].
- 1993: Jechen Zeitz zostaje wyznaczony na stanowisko dyrektora generalnego stając się najmłodszą osobą w historii Niemiec, która sprawuje tak wysokie stanowisko w spółce publicznej[5].
- 1996: Puma trafia do indeksu MDAX[12].
- 1998: Podpisanie kontraktu z tenisistką Sereną Williams.
- 2000: Współpraca z Porsche i Sparco(inne języki) nad obuwiem dla sportów motorowych.
- 2001: nabycie skandynawskiej grupy Tretorn[13]. Premiera butów PUMA Speedcat wzorowanych na butach dla kierowców F1.
- 2003: Monarchy Regency, który posiadał 19% udziałów Pumy, odsprzedaje swoje akcje[14].
- 2004: Rozpoczęcie współpracy z projektantem Philippe Starck[15].
- 2005 Mayfair Vermögensverwaltungsgesellschaft mbH nabywa 16,9% udziałów Pumy[16].
- 2006: Współpraca z Alexandrem McQueen nad kolekcją butów[17].
- 2007: 10 kwietnia francuski właściciel marki Gucci – Pinault-Printemps-Redoute ogłosił kupno 27% udziałów Pumy, przygotowując grunt pod całkowite przejęcie spółki[18]. O kolejnych 5 lat zostaje przedłużony kontrakt Jochena Zeitza na stanowisku dyrektora generalnego[19].
- 2008: Zastępcą dyrektora generalnego zostaje Melody Harris-Jensbach. Stanowisko dyrektora kreatywnego obejmuje Hussein Chalayan.
- 2010: Podpisanie kontraktów na produkcję kompletów strojów na dwa kolejne sezony z dziesięcioma brytyjskimi klubami piłkarskimi (m.in. Tottenham Hotspur F.C., Newcastle United F.C.)[20]. Wykupienie przedsiębiorstwa Cobra Golf i wejście na rynek produktów dla golfistów.
- 2011: Podpisanie umowy z Dinamem Zagrzeb na komplety strojów od sezonu 2011-2012. Puma staje się spółką europejską pod nazwą PUMA SE. Dyrektorem generalnym zostaje Franz Koch. Trzyletni kontrakt z ówczesnymi mistrzami australijskiej ligi piłkarskiej A-League – Brisbane Roar FC.
- 2012: Podpisanie ośmioletniego kontraktu na produkcję strojów piłkarskich dla Borussii Dortmund[21].
- 2013: Stanowisko dyrektora generalnego obejmuje Bjorn Gulden. Podpisanie pięcioletnich kontraktów z klubami Rangers F.C. oraz serbskim FK Crvena zvezda[22][23].
- 2015: Podpisanie trzyletniego kontraktu na produkcję strojów z greckim klubem Panathinaikos AO. Piosenkarka Rihanna zostaje światowym ambasadorem marki Puma.
- 2017: Podpisanie trzyletniego kontraktu na produkcję strojów piłkarskich dla Cracovii[24].
- 2020: Przedłużenie kontraktu z klubem piłkarskim Cracovia o kolejne trzy lata[25].

## Reprezentacje narodowe
Piłkarskie reprezentacje narodowe sponsorowane przez Pumę:
- Bahrajn
- Wybrzeże Kości Słoniowej
- Czechy
- Ghana
- Senegal
- Szwajcaria
- Urugwaj
- Jemen

## Sponsoring

### Kluby
Puma od wielu lat jest jednym z największych technicznych sponsorów działających na europejskim rynku w piłce klubowej. W strojach tego przedsiębiorstwa grają m.in. zespoły z angielskiej Premier League, niemieckiej Bundesligi czy francuskiej Ligue 1. W sezonie 2012/2013 z charakterystycznym logiem pumy występowało w Europie ponad pięćdziesiąt klubów. Więcej zespołów miały jedynie w swoim portfolio Adidas i Nike.
- Arsenal Londyn
- Newcastle United F.C.
- VfB Stuttgart
- Girondins Bordeaux
- Stade Rennais
- AEK Ateny
- RCD Espanyol
- Bursaspor
- Antalyaspor
- APOEL FC
- Borussia Dortmund
- Lokomotiw Moskwa
- SG Wattenscheid 09
- A.C. Milan[27]
- Cracovia